# John Obadiah Westwood

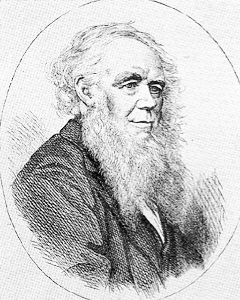
John Obadiah Westwood

John Obadiah Westwood (* 22. Dezember 1805 in Sheffield; † 2. Januar 1893 in Oxford) war ein englischer Entomologe, Altertumsforscher und Illustrator. Er galt als einer der bedeutendsten Entomologen seiner Zeit und war bekannt für seine kunstvollen  entomologischen Illustrationen.

## Leben
John Obadiah Westwood verbrachte seine frühe Kindheit in Sheffield und Lichfield. Vor seiner wissenschaftlichen Laufbahn wurde er zum Anwalt ausgebildet. Nach seiner Ausbildung widmete er sich jedoch der Insektenkunde und Archäologie. Seine Arbeiten veröffentlichte er in zahlreichen wissenschaftlichen Zeitschriften.
Auf Betreiben von Frederick William Hope, dem Gründer der Hope Department of Entomology am Oxford University Museum of Natural History, wurde er dessen Kurator und wurde später von Hope zum ersten Professor der Zoologie an der Universität Oxford ernannt. Daneben war er entomologischer Sachverständiger für die Zeitschrift The Gardeners' Chronicle.

## Ehrungen
1855 wurde er von der Royal Society mit der Royal Medal ausgezeichnet. 1857 wurde er zum Mitglied der Deutschen Akademie der Naturforscher Leopoldina gewählt. Westwood war Mitglied der Linnean Society of London und Präsident der Royal Entomological Society of London. Als 1838 die Société Cuvierienne gegründet wurde, war er eines der 140 Gründungsmitglieder der Gesellschaft.

## Schriften
- Class Insecta. In: Edwar Griffith: The animal kingdom arranged in conformity with its organisation by the Baron Cuvier. London: Whittaker, London 1832
- An introduction to the modern classification of insects, Longman, Orme, Brown, Green, and Longmans, London 1839
- Synopsis of the genera of British Insects, Longman, Orme, Brown, Green, and Longmans, London 1840
- Arcana Entomologica; or, Illustrations of Rare, and Interesting Exotic Insects, 1841–1845
- The Cabinet of Oriental Entomology (1848)
- Catalogue of Orthopterous Insects in the Collection of the British Museum, London 1859
- Thesaurus entomologicus Oxoniensis, McMillan, London 1874 doi:10.5962/bhl.title.14077
- A descriptive catalogue of the fictile ivories in the South Kensington Museum; with an account of the continental collections of classical and mediæval ivories. London 1876 (Digitalisat).